# Венгерский оперный театр
Венгерский государственный оперный театр (венг. Magyar Állami Operaház, ранее Венгерский королевский оперный театр) — крупнейший венгерский оперный театр, находящийся в Будапеште.

## История
Здание венгерской оперы было построено в период между 1875 и 1884 годами архитектором Миклошем Иблем, когда оперная труппа отделилась от Национального театра, в котором драматические
спектакли чередовались с оперными. Его первым директором был композитор и дирижёр Ференц Эркель, автор национального гимна Венгрии; однако театр с трудом обретал самостоятельность: нёс немалые убытки из-за низкой посещаемости, артисты покидали его. В 1888 году директором был назначен композитор и дирижёр Густав Малер, занимавший этот пост до 1891 года. Проведя ряд реформ, добившись, в частности, того, что пели на сцене театра только по-венгерски, Малер в течение года сумел переломить ситуацию. В 1893 году музыкальным директором театра стал другой знаменитый дирижёр — Артур Никиш.
Дважды ставил свои оперы в Венгерской государственной опере Джакомо Пуччини. В этом театре в разные годы работали такие замечательные композиторы, дирижёры и артисты, как Отто Клемперер, Бела Барток, Ламберто Гарделли, Эмиль Петрович,
Янош Ференчик, Беньямино Джильи, Ева Мартон, Миклош Раднаи, Йожеф Шиманди и другие.
Первое выступление в 1945 году артисты театра дали уже в середине января 1945 года (вскоре после окончания боевых действий в центре Будапешта, хотя на окраине Пешта боевые действия в это время ещё продолжались). Организаторами концерта являлись солист оперы Михай Секей и артистка Юлия Орос.
Театр является также основной сценой и для Венгерского национального балета.

## Архитектура
Венгерская государственная опера расположена в VI округе Будапешта (Терезварош), в Пеште, по адресу: проспект Андраши 22. 
Здание театра выдержано в стиле неоренессанс и построено архитектором Миклошем Иблем , богато украшено выполненными в стиле барокко орнаментами, скульптурами и картинами. Особенно интересна настенная живопись работы Берталана Секея, Мора Тана и Кароя Лотца вдоль лестниц внутри здания и в зрительном зале.
Имеет вместимость 1261 места. Зал имеет форму подковы и занимает 3-е место по акустике в Европе после миланской Ла Скала и Парижского оперного театра.
Перед зданием театра установлены памятники Ференцу Листу и Ференцу Эркелю. Другим оперным театром в Будапеште является Театр Эркеля.